# ロゼッタホールディングス
株式会社ロゼッタホールディングスは、東京都中央区銀座に本社を置き、講演、コンサルティングなどの事業を営んでいた企業である。

## 沿革
2009年3月設立。2013年2月4日、株式会社Shunkaを設立、「春華乃会」（のち「Hana倶楽部」に改称）事業を開始。主に裕福な中高年女性を対象に、イベントの企画や、金融庁の登録なしの「投資」受け入れを展開した。2014年2月期に売上高6億59万円を計上。のち宝石販売会社三貴のスポンサーに就任。2018年1月18日、東京地方裁判所により破産手続開始決定、負債総額は12億1403万円（2014年2月期決算時点）。そして2019年10月15日に法人格が消滅した。